# The Soap Girl
The Soap Girl è un film muto del 1918 sceneggiato e diretto da Martin Justice.

## Produzione
Il film fu prodotto dalla Vitagraph Company of America.

## Distribuzione
Il copyright del film, richiesto dalla Vitagraph Co. of America, fu registrato l'8 giugno 1918 con il numero LP12525.
Distribuito dalla Greater Vitagraph (V-L-S-E) e presentato da Albert E. Smith, il film uscì nelle sale cinematografiche statunitensi il 17 giugno 1918.
Non si conoscono copie ancora esistenti della pellicola che viene considerata presumibilmente perduta.